# Fassale
Fassale (ou Fessale) est une ville et une commune du sud-est de la Mauritanie, située dans la région de Hodh Ech Chargui, à la frontière avec le Mali.

## Démographie
Lors du recensement de 2000, Fessale comptait 10 982 habitants.